# I. e. 340-es évek
Évszázadok: i. e. 5. század – i. e. 4. század – i. e. 3. század
Évtizedek: i. e. 390-es évek – i. e. 380-as évek – i. e. 370-es évek – i. e. 360-as évek – i. e. 350-es évek – i. e. 340-es évek – i. e. 330-as évek – i. e. 320-as évek – i. e. 310-es évek – i. e. 300-as évek – i. e. 290-es évek
Évek: i. e. 349 – i. e. 348 – i. e. 347 – i. e. 346 – i. e. 345 – i. e. 344 – i. e. 343 – i. e. 342 – i. e. 341 – i. e. 340